# Karl Kleinschmidt (Jurist)
Friedrich Franz Karl (Carl) Kleinschmidt (* 16. Juli 1849 in Gernsheim; † 25. Dezember 1921 in Darmstadt) war ein deutscher Jurist und Abgeordneter.
Kleinschmidt war der Sohn des Oberappellations- und Kassationsgerichtsrats Dr. Friedrich Theodor Kleinschmidt (1815–1895) und dessen Ehefrau Auguste Rosalie Louise geborene Reh (1823–1895). Kleinschmidt, der evangelischer Konfession war, heiratete am 18. März 1878 Josephine Katherine Mathilde Deininger (1852–1938), die Tochter des kaiserlichen Oberpostdirektors in Darmstadt Gottlieb Deininger und dessen Ehefrau Anna geborene Gemple (1827–1910) aus Freiburg (Breisgau).
Er besuchte bis 1869 das Gymnasium in Darmstadt und studierte 1869–1871 Rechtswissenschaft an der Universität Heidelberg und 1871–1872 an der Universität Gießen. Im November 1872 wurde er in Gießen zum Dr. jur. promoviert. Von Dezember 1872 bis Januar 1875 war er Akzessist am Hofgericht, Stadtgericht und Kreisamt in Darmstadt und legte dann im Mai 1875 die Staatsprüfung ab. 1875–1879 war er Akzessist, bevor er im April 1879 die Zulassung als Hofgerichtsadvokat und im Juli 1879 als Rechtsanwalt beim Landgericht der Provinz Starkenburg und dem Oberlandesgericht in Darmstadt erhielt.
1891 war er stellvertretendes Mitglied der Verwaltungskommission der Landeskreditkasse. Daneben war er mehrfach Mitglied der Disziplinarkammer für die Notare der Provinz Starkenburg. Seit 1893 arbeitete er als Syndikus des Stifts Kaufungen. 1900–1920 war er Notar mit Amtssitz in Darmstadt.
1905–1918 gehörte er als ernanntes Mitglied auf Lebenszeit der Ersten Kammer der Landstände des Großherzogtums Hessen an. 1903 wurde er zum Justizrat, 1912 zum Geheimen Justizrat ernannt. Im Februar 1920 wurde er auf Wunsch pensioniert.